# كأس تركيا

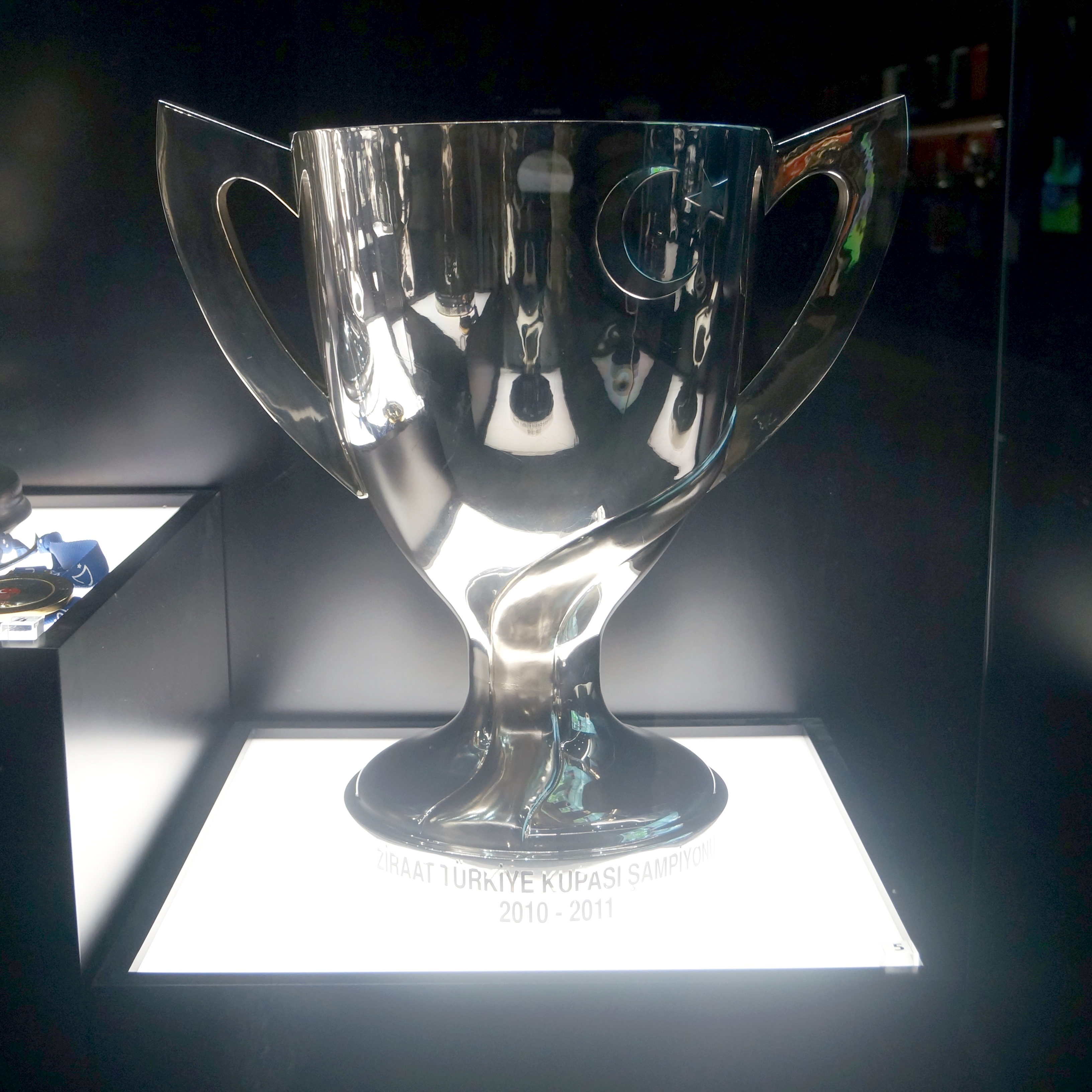
كأس البطولة

كأس تركيا (بالتركية: Türkiye Kupası)‏ أو كأس زراعات تركيا لأسباب الرعاية، هي بطولة كرة قدم يتم تنظيمها من قبل الاتحاد التركي لكرة القدم كل عام، تأسست عام 1962، وتعد بطولة الكأس الرسمية لكرة القدم في تركيا والفائز بها يتأهل إلى بطولة الدوري الأوروبي، كما يلعب الفائز مع بطل الدوري التركي في مباراة كأس السوبر التركي.
يُذكر أن البطل الحالي للمسابقة هو فنربخشة للمرة السابعة في تاريخه، والذي فاز بنسخة 2023 على حساب إسطنبول باشاك شهير بنتيجة 2-0.

## نظام البطولة
يشارك في هذه البطولة 158 نادياً تابع للاتحاد التركي لكرة القدم، يلعب 85 فريق منهم جولة التصفيات الأولى بنظام ذهاب وإياب، الجولة الثانية يشارك فيها الفائز من الجولة الأولى مع فرق دوري الدرجة الأولى التركي، الجولة الثالثة يشارك فيها الفرق المتأهلة لدوري أبطال أوروبا والدوري الأوروبي، وفي دور الثمانية يتم تقسيمهم إلى مجموعتين ويتأهل منهم أول وثاني كل مجموعة ليلعبان مباريات نصف النهائي بنظام الذهاب والعودة، ثم المباراة النهائية على أرض محايدة.